# (35100) 1991 NK
(35100) 1991 NK est un astéroïde de la ceinture principale d'astéroïdes découvert en 1991.

## Description
(35100) 1991 NK a été découvert le 8 juillet 1991 à l'observatoire Palomar, situé au nord de San Diego en Californie, par Eleanor Francis Helin.

### Caractéristiques orbitales
L'orbite de cet astéroïde est caractérisée par un demi-grand axe de 2,67 ua, un périhélie de 2,02 ua, une excentricité de 0,24 et une inclinaison de 13,08° par rapport à l'écliptique. Du fait de ces caractéristiques, à savoir un demi-grand axe compris entre 2 et 3,2 ua et un périhélie supérieur à 1,666 ua, il est classé, selon la JPL Small-Body Database, comme objet de la ceinture principale d'astéroïdes.

### Caractéristiques physiques
(35100) 1991 NK a une magnitude absolue (H) de 14,4 et un albédo estimé à 0,034.